# François Asensi
François Asensi (ur. 1 czerwca 1945 w Santanderze) – francuski polityk oraz deputowany hiszpańskiego pochodzenia.

## Kariera polityczna
Asensi nieprzerwanie od 1981 roku reprezentuje departament Sekwana-Saint-Denis w Zgromadzeniu Narodowym. Od początku swojej kariery politycznej związany z Francuską Partią Komunistyczną (PCF).
François Asensi jest także merem miasta Tremblay-en-France oraz byłym radnym miast: Aulnay-sous-Bois oraz Villepinte.
We francuskim parlamencie jest członkiem komisji ds. zagranicznych. Jest także członkiem grupy parlamentarnej zrzeszającej PCF oraz Zielonych.